# Хирургическа смяна на пола
Хирургическата смяна на пола е категория хирургически процедури, които променят вторичните полови белези и формата на половите органи, за да станат те по-близки до половата идентичност на пациента. Тези процедури са още познати като полово потвърждаващи. Най-често са част от медицинския преход при трансполови хора и интерсекс хора, включително за третиране на полова дисфория, но много цисполови и неинтерсекс хора също се подлагат на тях.
Сред професионалните медицински организации има приети Стандарти на здравеопазването за полово потвърждаващи процедури. Стандартите се прилагат по различни начини на различни места, но често изискват пациентът да е преминал през психологическа оценка и да е прекарал известно време изразявал половата си идентичност външно (напр. чрез облеклото си, името си, предпочитаните си местоимения и др.). На някои места се прилага и моделът на информираното доброволно съгласие, при който пациентът е информиран за рисковете и възможните ползи на физическия преход и му е предложена редовна подкрепа от страна на медицински лица.
Феминизиращи операции са тези, които целят да създадат традиционно женствени полови белези, например вулвопластика, вагинопластика и уголемяване на гърдите. Маскулинизиращи процедури са тези, които целят да създадат традиционно мъжествени полови белези, като например фалопластия и смаляване или премахване на гърдите.
Полово потвърждаващите операции нерядко се съчетават с други процедури от медицинския преход, като например хормонотерапия.

## Хирургически манипулации

### Операции на гениталиите

#### При трансфемининни хора
Операциите на гениталиите при трансфемининните хора (хора, чийто пол по рождение е определен като мъжки) обикновено се свеждат до вид хирургично изграждане на вагина, клитор и лабия. Обикновено се запазва сексуалното усещане. Често срещани техники са следните: премахване на пениса, запазвайки части от него за изграждане на вагина и клитор; инверсия на пениса; използване на скротума, след премахване на пениса, за изграждането на вагина; и използване на част от червото. Простатата обикновено не се отстранява. Възможно усложнение е образуването на ретонеовагинална фистула - сливане на новоизградената вагина и ректума. Коригира се чрез операция и се среща много рядко (в 1-3% от случаите).
Някои небинарни трансфемининни хора може да си направят т.нар. бигенитална операция, която запазва пениса при изграждането на вагина, или генитална нулификация - премахване на половите органи, което оставя уретрата и ануса.

#### При трансмаскулинни хора
Операциите на гениталиите при трансмаскулинните хора (хора, чийто пол по рождение е определен като женски) обикновено включват вагинектомия (премахване на вагината) и изграждане на пенис. Често срещани процедури са фалопластиката и метоидиопластиката. Разликата между двете техники е в размера на изградения пенис.
Небинарни трансмаскулинни хора може да изберат някоя от по-горе изброените операции или да си направят бигенитална операция, която запазва вагината при изграждане на пенис. Възможна е и гениталната нулификация.

### Други операции
Всяка хирургическа намеса, която променя първичните или вторичните полови белези, се счита за полово потвърждаваща, стига да е извършена именно с цел да потвърди половата идентичност на пациента. Маскулинизиращите операции на други части от тялото включват мастектомия (премахване или смаляване на гърдите), хистеректомия и двустранна салпингоофоректомия (премахване на матка, яйчници и фалопиеви тръби), както и пластични операции на челюстта и лицето. Феминизиращите операции включват изграждане или уголемяване на гърдите, операции на лицето, хирургическа промяна на гласа, смаляване на адамовата ябълка, както и присаждане на коса.

## История
Исторически сведения за хора, искащи полово потвърждаващи операции, има още от II в. след новата ера. Известен пример е римският император Елагабал.
Първата операция за смяна на пола е направена на Ейнар Вегенер през 1930 г. в Германия, макар че тя няма особен успех и пациентът умира след поредната операция през 1931.